# Aphelotoma affinis
Aphelotoma affinis är en insektsart i släktet Aphelotoma och familjen kackerlackesteklar (Ampulicidae). Arten beskrevs av Rowland Edwards Turner 1910.